# Save Ralph
Save Ralph è un cortometraggio animato a passo uno in stile falso documentario del 2021 scritto e diretto da Spencer Susser, e ha come tema la sperimentazione animale.

## Trama
Ralph è un coniglio usato come cavia per testare prodotti cosmetici. Mentre si prepara a tornare in laboratorio, Ralph, già cieco a un occhio e parzialmente sordo, spiega con un tono triste di come non gli importa necessariamente della propria vita, poiché sente che vale la pena sacrificare il suo corpo per “aiutare” gli umani, definiti superiori. In laboratorio, gli amici conigli di Ralph implorano la troupe intervistatrice di liberarli, prima che a Ralph venga iniettata una sostanza chimica nel suo unico occhio funzionante. Diventato completamente cieco e fortemente debilitato, Ralph pronuncia le sue ultime osservazioni: senza i paesi che permettono la sperimentazione animale sarebbe senza lavoro, in un campo “come un normale coniglio”. Alla fine del video, Ralph rivolge con un'espressione preoccupata un pollice in su verso la telecamera.
(Frase conclusiva)

## Produzione
Il progetto animato Save Ralph è stato annunciato il 24 marzo 2021, concepito come parte della campagna #SaveRalph nel tentativo della Humane Society International di vietare i test sugli animali in tutto il mondo. Tre giorni dopo l'attore Taika Waititi ha pubblicato un tweet in cui ha condiviso il poster promozionale del film scrivendo: «Questa è una cosa interessante che arriverà presto. Se non lo guardi e non lo ami, odi gli animali e non possiamo più essere amici. #SaveRalph».
I modelli di ciascun personaggio sono stati realizzati a mano e creati dal burattinaio Andy Gent dell'Arch Model Studio, il quale ha affermato che il processo di creazione di Ralph ha richiesto più di quattro mesi, mentre per coprirlo di pelliccia ci sono volute cinque settimane. Durante la produzione del cortometraggio, Jeff Vespa ha dichiarato di aver voluto creare un progetto in cui le persone avrebbero voluto guardare e conoscere i pericoli dei test sugli animali, decidendo che un film d'animazione sarebbe stato l'approccio migliore. Nello scegliere un attore per doppiare Ralph, Spencer Susser ha detto che la prima persona che ha contattato è stata Waititi, il quale ha subito accettato di partecipare. Le riprese del cortometraggio si sono svolte in 50 giorni, con ogni giorno impiegato nella realizzazione di circa quattro secondi di filmato.
Un video pubblicato su YouTube l'8 maggio 2021 ne mostra il processo produttivo.

## Distribuzione
Il cortometraggio è stato pubblicato dalla Humane Society International su YouTube il 6 aprile 2021.

## Accoglienza
Save Ralph è stato accolto con successo dalla critica. Ben Pearson di /Film ha elogiato l'elevato livello di dettaglio del cortometraggio (paragonando i disegni dei personaggi a quelli del film Fantastic Mr. Fox), descrivendolo come «inquietante e straziante, manipolativo e potente, tutto allo stesso tempo». Josh Weiss di Syfy Wire ha commentato positivamente il doppiaggio e l'umorismo, affermando che «Waititi dimostra ancora una volta di essere tra gli intrattenitori più prolifici che lavorano oggigiorno». Mercedes Milligan di Animation Magazine si è complimentata per il messaggio lanciato dalla storia, definendo il cortometraggio «potente».